# Justin Upton
Justin Irvin Upton (né le 25 août 1987 à Norfolk, Virginie, États-Unis) est un voltigeur de la Ligue majeure de baseball.
Invité quatre fois au match des étoiles (2009, 2011, 2015, 2017), il remporte des Bâtons d'argent en 2011 et 2014.
Justin Upton est le frère de Melvin Upton, né en 1984.

## Carrière

### Diamondbacks de l'Arizona
Justin Upton est un choix de première ronde des Diamondbacks de l'Arizona en 2005 et le tout premier joueur sélectionné au repêchage amateur cette année-là. Son frère aîné B. J. avait quant à lui été le premier athlète choisi (par les Devil Rays de Tampa Bay) au repêchage de 2002, ce qui fait d'eux les membres de la même famille ayant été sélectionnés le plus rapidement dans l'histoire du baseball majeur.

#### Saison 2007
Justin Upton joue son premier match avec les Diamondbacks le 2 août 2007. Il dispute 43 parties et joue pour la première fois en séries éliminatoires. En deux parties de première ronde éliminatoire face aux Cubs de Chicago, il frappe trois coups sûrs en cinq présence au bâton et fait marquer un point.

#### Saison 2008
La saison suivante, en 2008, il prend part à 108 matchs, frappe 15 circuits et produit 42 points.

#### Saison 2009
En 2009, Upton connaît la meilleure saison de sa jeune carrière, surpassant ses chiffres de l'année précédente avant la mi-saison, et mérite une première sélection au match des étoiles du baseball majeur. Il termine la saison avec des sommets personnels de 158 coups sûrs, 26 circuits et 86 points produits, en plus d'une moyenne au bâton de ,300 en 138 parties et 20 buts volés.

#### Saison 2010
En mars 2010, Upton obtient un contrat de 51,25 millions de dollars pour 6 saisons avec les Diamondbacks. Il manque quelques parties en 2010, disputant 133 matchs. Sa moyenne au bâton chute à ,273 et il termine l'année avec 17 circuits et 69 points produits.

#### Saison 2011
En 2011, Upton ne rate que trois matchs des Diamondbacks en saison régulière. Il est le meilleur joueur de son équipe dans la plupart des catégories offensives : les coups sûrs (171), les doubles (39), les circuits (31), les points produits (88), les points marqués (105), la moyenne de puissance (,529) et la moyenne de présence sur les buts (,369). Ses 21 buts volés sont aussi le deuxième plus haut total de l'équipe, avec un de moins que son coéquipier Chris Young. Invité à son deuxième match des étoiles en carrière, il gagne pour la première fois un Bâton d'argent pour ses performances à l'attaque. Quatrième au vote pour le joueur par excellence de la Ligue nationale, Upton est l'un des quatre athlètes à recevoir une voix de première place pour ce prix décerné en 2011 à Ryan Braun des Brewers de Milwaukee.
Upton affronte d'ailleurs Braun et les Brewers au premier tour des séries éliminatoires. Il produit trois points et claque deux circuits, dans les matchs #2 et #5, mais chaque fois dans une cause perdante.

#### Saison 2012
Upton connaît certains ennuis au bâton en 2012 qui forcent son entraîneur Kirk Gibson à le clouer au banc en juin. Cette baisse de production et la tenue décevante en général des Diamondbacks alimentent les rumeurs d'échange, mais le voltigeur demeure néanmoins en Arizona. En 150 parties jouées en 2012, Upton claque 17 circuits, loin des 31 de l'année précédente. Sa moyenne de puissance passe de ,529 à seulement ,430 et sa moyenne au bâton, en baisse de quelques points, se chiffre à ,280. Il produit 67 points, vole 18 buts mais marque 107 points, un nouveau sommet en carrière.

### Braves d'Atlanta

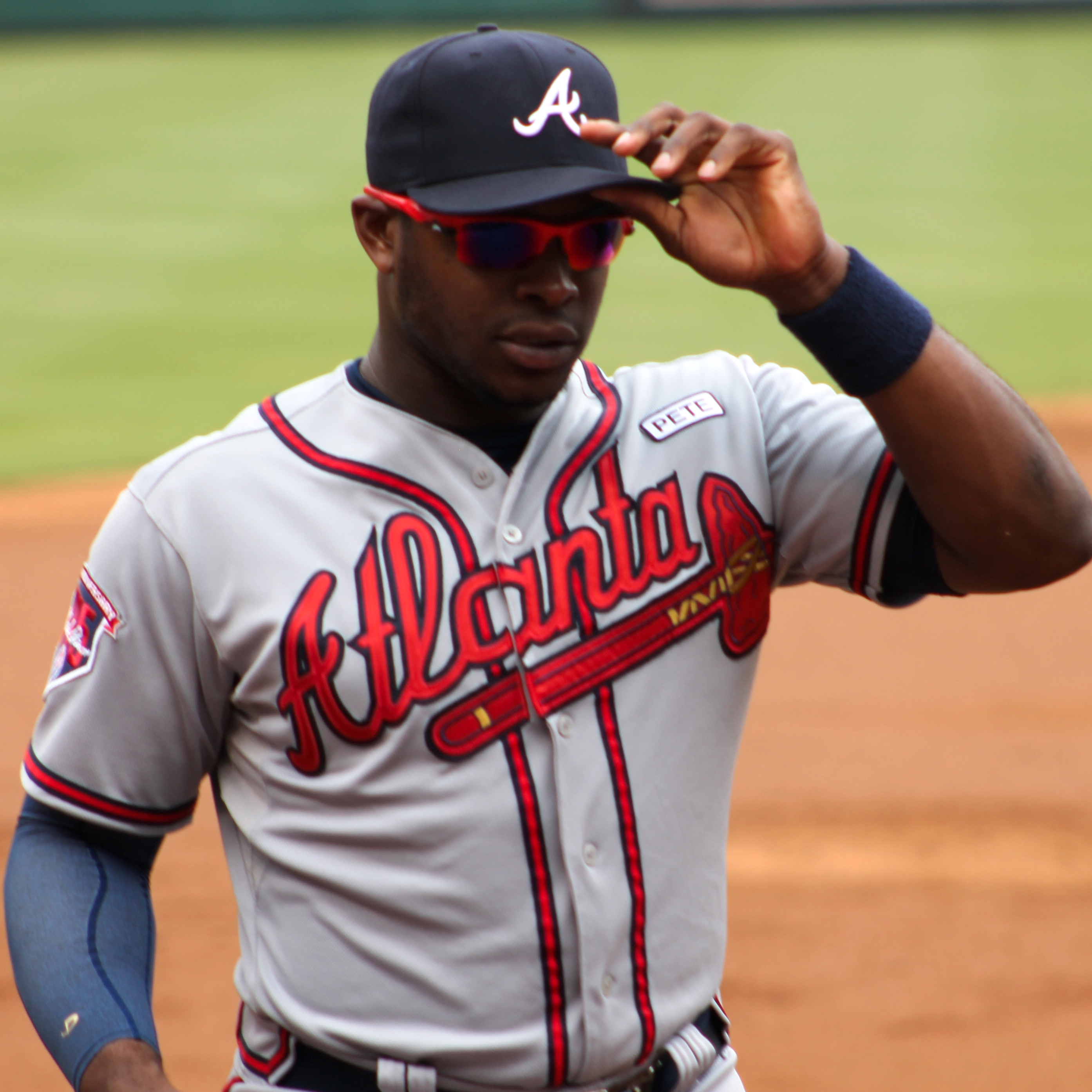
Justin Upton en 2014 avec les Braves d'Atlanta.

Au début janvier 2013, les Diamondbacks échangent Justin Upton aux Mariners de Seattle contre Nick Franklin, Stephen Pryor, Charlie Furbush et un joueur d'avenir qui, selon les sources, aurait été Danny Hultzen, Taijuan Walker ou James Paxton. Mais Upton utilise une clause à son contrat pour refuser l'échange qui l'envoie à Seattle. Le 24 janvier suivant, Arizona réussit à compléter une transaction et Upton est transféré aux Braves d'Atlanta avec le joueur de troisième but Chris Johnson. Les Diamondbacks reçoivent en retour les joueurs de troisième but Martin Prado et Brandon Drury, les lanceurs droitiers Randall Delgado et Zeke Spruill, ainsi que l'arrêt-court Nick Ahmed. Justin Upton va à Atlanta rejoindre son frère B. J. Upton, un ancien des Rays de Tampa Bay mis quelques semaines plus tôt sous contrat par les Braves.
Upton connaît d'excellents débuts à Atlanta et devient le 18e joueur de l'histoire des majeures à atteindre les 10 coups de circuit avant que son club ait joué 20 matchs. Il mène le baseball majeur pour les circuits (12) et la moyenne de puissance (,734) au cours du premier mois de la saison pour être nommé meilleur joueur d'avril 2013 dans la Ligue nationale. Il ne garde cependant pas ce rythme bien longtemps et termine la saison avec des statistiques offensives beaucoup plus modestes, notamment sa plus basse moyenne au bâton (,263) et sa plus basse moyenne de présence sur les buts (,354) en carrière. Il frappe 10 circuits de plus qu'à sa dernière année en Arizona, pour un total de 27 longues balles en 149 matchs, et il récolte 70 points produits. Upton vole 10 buts de moins qu'en 2012, pour un total de seulement 8. En éliminatoires, il ne réussit qu'un simple et un double en 14 présences au bâton dans les 4 matchs de la Série de division perdue par les Braves devant les Dodgers de Los Angeles.
Upton frappe 29 circuit en 154 matchs des Braves en 2014 et établit un nouveau record personnel de 102 points produits. Il remporte son second Bâton d'argent.

### Padres de San Diego
Le 19 décembre 2014, les Braves échangent Justin Upton et le lanceur droitier Aaron Northcraft aux Padres de San Diego contre le lanceur gaucher Max Fried, le voltigeur Mallex Smith et les joueurs de champ intérieur Jace Peterson et Dustin Peterson. Il y est rejoint par son frère, acquis par les Padres le 5 avril suivant, à la veille du premier match de la saison 2015.
Invité au match des étoiles pour la troisième fois, Justin Upton frappe 26 circuits pour les Padres, dont 15 dans le difficile environnement du Petco Park de San Diego. Il maintient une moyenne au bâton de ,251 en 150 matchs à sa seule saison chez les Padres.

### Tigers de Détroit
Justin Upton rejoint les Tigers de Détroit le 20 janvier 2016 sur un contrat de 132,75 millions de dollars pour 6 saisons, lui offrant le choix d'y mettre un terme et de redevenir agent libre après la deuxième saison.
Upton représente les Tigers au match des étoiles 2017.

### Angels de Los Angeles
Le 31 août 2017, les Tigers échangent Upton aux Angels de Los Angeles contre le lanceur droitier des ligues mineures Grayson Long.